# Andrew Wakefield
Pour les articles homonymes, voir Wakefield (homonymie).
Andrew Wakefield (né le 3 septembre 1956 à Eton) est un chirurgien et chercheur en médecine britannique. Connu pour avoir publié une étude frauduleuse dans The Lancet en 1998, il est radié de l'Ordre des médecins en 2010. Devenu militant antivaccins, il continue à défendre son étude et réalise en 2016 le film conspirationniste Vaxxed.
Cette étude est à l'origine d'une hypothèse fallacieuse selon laquelle l'autisme serait causé par le vaccin ROR.

## Biographie
Andrew Jeremy Wakefield naît en 1956. Son père est neurologue et sa mère médecin généraliste. Après avoir quitté la King Edward's School de Bath, Wakefield étudie la médecine à la St Mary's Hospital Medical School (en) (aujourd'hui Imperial College School of Medicine (en)) et est diplômé en 1981.
Après son diplôme, Andrew Wakefield commence à pratiquer la chirurgie et s'intéresse aux maladies inflammatoires des intestins. Il devient ensuite chercheur.
Wakefield devient membre du Royal College of Surgeons (en) en 1985.
Après être tombé en disgrâce dans le milieu de la recherche, Andrew Wakefield devient « un militant antivaccins qui a une influence internationale », attirant et gardant le soutien d'une partie conséquente de personnalités de ce mouvement[évasif], comme Jim Carrey et Jenny McCarthy. D'après différentes sources, ses activités dans le mouvement antivaccins, ses diffusions de fausses informations et ses prises de positions complotistes lui procurent des revenus très confortables grâce aux mécénats, films, livres et conférences,.

## Étude frauduleuse dansThe Lancet
Andrew Wakefield affirme avoir établi une relation de cause à effet entre le vaccin rougeole-oreillons-rubéoles (vaccin ROR) et ce qu'il appelle « l'entérocolite autistique ». Le résultat de ses travaux est publié sous forme d'étude en 1998 dans The Lancet, prestigieuse publication internationale de médecine générale. 
Quatre ans après cette publication princeps, les résultats d'autres chercheurs ne confirment ni ne reproduisent ceux de Wakefield. 
L'enquête d'un reporter du Sunday Times (journal britannique), Brian Deer, identifie des conflits d'intérêts d'ordre financier non divulgués par Wakefield. La plupart de ses coauteurs rétractent alors leur soutien à Wakefield et aux conclusions de son étude. 
Le British General Medical Council (GMC) conduit une enquête à propos des allégations de mauvaise conduite contre Wakefield et deux de ses anciens collègues. L'enquête est centrée sur les nombreuses découvertes de Brian Deer, dont celle révélant que des enfants autistes ont été sujets à des procédures médicales invasives inutiles, comme des coloscopies et des ponctions lombaires, que Wakefield a exécutées sans l'approbation éthique préalablement requise par un comité. 
Le 28 janvier 2010, un tribunal de cinq membres du GMC prouve la véracité de plus d'une trentaine des inculpations contre Wakefield, parmi lesquelles quatre inculpations pour « malhonnêteté », et douze pour abus contre enfants avec troubles du développement. Le tribunal juge que Wakefield a « failli à son devoir de consultant responsable », a agi contre l'intérêt de ses patients, « malhonnêtement et de manière non responsable » lors de son étude,,. 
The Lancet rétracte immédiatement et complètement la publication de l'étude de 1998 de Wakefield sur la base des résultats de l'enquête du GMC, notant que des éléments du manuscrit ont été falsifiés,,,. 
Wakefield est radié du registre médical (c'est-à-dire renvoyé de l'Ordre des médecins) en mai 2010 et n'est plus autorisé à exercer la médecine au Royaume-Uni. 
En janvier 2011, un autre article de Brian Deer publié dans le British Medical Journal identifie les travaux de Wakefield comme une « fraude élaborée »,,. Dans un troisième article, Deer affirme que Wakefield prévoyait de lancer une entreprise s'appuyant sur une campagne de propagande anti-vaccins. Un prospectus pour les investisseurs potentiels dans l'entreprise de Wakefield suggérait qu'un test de dépistage pour la maladie que Wakefield voulait appeler « entérocolite autistique » pouvait produire jusqu'à 28 millions de Livres Sterling de revenus (plus de 32 millions d'euros), avec des tests de dépistages effectués dans le cas de litiges entre patients et médecins comme marché initial, aux États-Unis et en Grande-Bretagne. Cependant, entretemps, l'étude de Wakefield ainsi que les recommandations publiques contre l'utilisation du vaccin combiné ROR sont liées à un fort déclin des taux de vaccinations au Royaume-Uni ainsi qu'à une augmentation des cas de rougeoles y correspondant, le tout résultant en de sérieux troubles de la santé ainsi que plusieurs décès,,. 
En 2015, Wakefield s'exile aux États-Unis, où il continue ses recherches et ses interventions sur le sujet des vaccins. Très proche des milieux ultra-conservateurs américains, il participe en 2017 au bal inaugural du président Donald Trump. 
Depuis lors, il continue son action et accompagne la diffusion de son film Vaxxed dans le monde entier. Son action dans la communauté Somali du Minnesota est liée à une diminution de taux de vaccination contre la rougeole de 92 % en 2004 à 42 % en 2014, ce qui provoque en 2017 la plus grande épidémie de rougeole aux États-Unis depuis des décennies,.
La dernière étude d'importance désavouant les travaux d'Andrew Wakefield, publiée, en mars 2019, dans la revue Annals of Internal Medicine, confirme que le vaccin ROR ne déclenche pas l’autisme. Les quatre universitaires danois auteurs de l'étude ont analysé les dossiers médicaux de 657 461 enfants nés au Danemark entre 1999 et 2010. Selon leurs résultats, seuls 6 517 enfants ont développé des troubles du spectre autistique. « Les chercheurs ont alors comparé le nombre d’enfants autistes parmi les vaccinés et les non-vaccinés (au Danemark, la vaccination n’est pas obligatoire) et n’ont trouvé aucune différence ».
Mathieu Farina et Elena Pasquinelli expliquent que selon The Lancet, c'était la bonne démarche pour ne pas négliger tout risque éventuel, même très improbable, pour la santé publique. L'article était accompagné d'un commentaire soulignant les limites de l'étude. 
Il est longuement cité dans un documentaire diffusé sur Arte en 2021 concernant les initiateurs du mouvement anti-vaccin, dans le contexte de la défiance vis-à-vis de la lutte contre la Covid-19.

## Publications

### Livre
- (en) Andrew J Wakefield (préf. Jenny McCarthy), Callous Disregard: Autism and Vaccines: The Truth Behind a Tragedy, Skyhorse Publishing, 2010 (ISBN 1-61608-169-4).

### Articles
- (en) AJ Wakefield, A Ekbom, AP Dhillon, RM Pittilo et RE Pounder, « Crohn's disease: pathogenesis and persistent measles virus infection », Gastroenterology, vol. 108, no 3,‎ mars 1995, p. 911–6 (PMID 7875495, DOI 10.1016/0016-5085(95)90467-0)

- (en) AJ Wakefield, RM Pittilo, R Sim, SL Cosby, JR Stephenson, AP Dhillon et RE Pounder, « Evidence of persistent measles virus infection in Crohn's disease », J. Med. Virol., vol. 39, no 4,‎ avril 1993, p. 345–53 (PMID 8492105, DOI 10.1002/jmv.1890390415).
- (en) AJ Wakefield, EA Sankey, AP Dhillon, AM Sawyerr, L More, R Sim, RM Pittilo, PM Rowles et M Hudson, « Granulomatous vasculitis in Crohn's disease », Gastroenterology, vol. 100, no 5 Pt 1,‎ mai 1991, p. 1279–87 (PMID 2013373).
- (en) AJ Wakefield, AM Sawyerr, AP Dhillon, RM Pittilo, PM Rowles, AA Lewis et RE Pounder, « Pathogenesis of Crohn's disease: multifocal gastrointestinal infarction », The Lancet, vol. 2, no 8671,‎ novembre 1989, p. 1057–62 (PMID 2572794).

### Études retirées
- Retiré : (en) Hewitson L, Houser LA, Stott C, Sackett G, Tomko JL, Atwood D, Blue L, White ER, Wakefield AJ, « WITHDRAWN: Delayed acquisition of neonatal reflexes in newborn primates receiving a thimerosal-containing Hepatitis B vaccine: Influence of gestational age and birth weight », Neurotoxicology,‎ octobre 2009 (PMID 19800915, DOI 10.1016/j.neuro.2009.09.008, lire en ligne).
- Retiré : (en) Wakefield AJ, Anthony A, Murch SH, Thomson M, Montgomery SM, Davies S, O'Leary JJ, Berelowitz M, Walker-Smith JA, « Enterocolitis in children with developmental disorders », Am. J. Gastroenterol., vol. 95, no 9,‎ septembre 2000, p. 2285–95 (PMID 11007230, DOI 10.1111/j.1572-0241.2000.03248.x).
  - Rétractation : (en) Wakefield AJ, Anthony A, Murch SH, Thomson M, Montgomery SM, Davies S, O'Leary JJ, Berelowitz M, Walker-Smith JA, « Retraction: Enterocolitis in Children With Developmental Disorders », Am. J. Gastroenterol., vol. 105, no 5,‎ 2010, p. 1214 (DOI 10.1038/ajg.2010.149, lire en ligne).
- Retiré : (en) Wakefield AJ, Murch SH, Anthony A, Linnell J, Casson DM, Malik M, Berelowitz M, Dhillon AP, Thomson MA, Harvey P, Valentine A, Davies SE, Walker-Smith JA, « Ileal-lymphoid-nodular hyperplasia, non-specific colitis, and pervasive developmental disorder in children », The Lancet, vol. 351, no 9103,‎ 1998, p. 637–41 (PMID 9500320, DOI 10.1016/S0140-6736(97)11096-0, lire en ligne).
  - Rétractation: (en) The Editors Of The Lancet, « Retraction—Ileal-lymphoid-nodular hyperplasia, non-specific colitis, and pervasive developmental disorder in children », The Lancet, vol. 375, no 9713,‎ février 2010, p. 445 (PMID 20137807, DOI 10.1016/S0140-6736(10)60175-4).

## Filmographie
- 2015 : Who Killed Alex Spourdalakis?
- 2016 : Vaxxed: From Cover-Up to Catastrophe
- 2019 : Vaxxed II: The People’s Truth
- 2020 : 1986: The Act[36]
- 2023 : Infertilité : Un agenda diabolique[37]
- 2024 : Protocol 7[38]

## Vie privée
En décembre 2021, Andrew Wakefield vit sur une plage tropicale en Floride, avec la mannequin Elle Macpherson, qui est sa compagne de 2017 à décembre 2021.